# Mírzá Mihdí
Mírzá Mihdí, noto anche con il titolo di Ghusn-i-Athar, il Ramo più Puro (in arabo مرزا مهدي‎?‎; Teheran, 1848 – Acri, 23 giugno 1870), è stato il più giovane dei figli di Ásíyih Khánum e Bahá'u'lláh, il fondatore della Fede Bahá'í.

## Primi anni di vita
Suo padre era Bahá'u'lláh, figlio di un ministro di corte Mírzá `Abbás Núrí. Sua madre, Ásíyih Khánum, era figlia di una nobile di Mazandaran. Prese il nome dal suo defunto zio paterno, a cui Bahá'u'lláh era stato molto legato. Mírzá Mihdí aveva quattro anni quando suo padre fu arrestato, la loro casa saccheggiata e la famiglia ridotta quasi in povertà. Nel peggiore dei casi, sua madre fu costretta a dare ai bambini della farina per saziare la loro fame. Nel 1852, Bahá'u'lláh fu esiliato a Baghdad ma a causa della sua cattiva salute, Mírzá Mihdí fu lasciato con i parenti a Teheran. 
Nei successivi esili ai quali poi la famiglia di Bahá'u'lláh fu costretta la seguì, svolgendo funzioni di segreteria per il padre.

## Esilio ad Acri e morte
Mírzá Mihdí morì all'età di 22 anni nella caserma/prigione di Acri a causa di gravi ferite riportate cadendo da un lucernario aperto sul tetto sovrastante la prigione. L'incidente avvenne poiché si scordò dell'abbaino aperto mentre assorto lì camminava recitando i versi della Qasidiy-i-Varqa'iyyih, una poesia composta da Bahá'u'lláh durante il suo soggiorno in Kurdistan
Mirza Mihdi, morì 22 ore dopo l'incidente, dicendo d'offrire la propria vita come sacrificio affinché le porte del carcere potessero essere finalmente aperte, e i pellegrini potessero così rendere visita al padre.
Mírzá Mihdí fu sepolto allora fuori dalle mura cittadine, ma parecchi anni dopo Shoghi Effendi, nel dicembre 1939, traslò quelle spoglie in una sepoltura vicina a quella della madre, Ásíyih Khánum, nei giardini sotto l'Arco Bahai sul Monte Carmelo a Haifa, in Israele.